# Ger van Rosmalen
Ger van Rosmalen (Venlo, 12 maart 1955) is een Nederlandse voormalig voetballer.

## Spelerscarrière
Van Rosmalen voetbalde op zijn 16e in het eerste van SV Blerick en werd meteen al door betaalde voetbalclubs gevolgd, waaronder Feyenoord nadat hij met de A1 in Zeist voor het Nederlands kampioenschap had gespeeld. In 1974 wimpelde hij het eveneens geïnteresseerde FC VVV af en mocht in Rotterdam onder trainer Wiel Coerver met de selectie meetrainen met mannen als Van Hanegem, Rijsbergen en Jansen, maar hij kwam toch niet verder dan het tweede team, waarvoor hij negen keer scoorde.
Een jaar later stapte hij alsnog over naar VVV waar hij op 24 augustus 1975 debuteerde in een uitwedstrijd bij Heerenveen (0-0). In dat seizoen promoveerde de club via de nacompetitie naar de Eredivisie en werd hij  door bondscoach Jan Zwartkruis geselecteerd voor het Nederlandse militaire voetbalelftal.
Van Rosmalen ontwikkelde zich al snel tot een vaste waarde bij de Venlose club, mede omdat hij op bijna alle posities inzetbaar was. Aanvankelijk speelde hij meestal als linksback, maar later in zijn carrière steeds vaker links op het middenveld. Bij gelegenheid werd hij zelfs in de spits geposteerd. Van Rosmalen was vele jaren aanvoerder en groeide uit tot een boegbeeld van de club. Hij kwam tot een totaal van dertien seizoenen in het eerste elftal van de Venlose club. Met 404 officiële profwedstrijden heeft Van Rosmalen dan ook de titel 'Mister VVV' verworven. Sinds de invoering van het betaald voetbal heeft alleen John Roox een hoger aantal wedstrijden gespeeld voor de geelzwarten. In 1988 moest 'Rossie' noodgedwongen een punt zetten achter zijn carrière. Hij werd afgekeurd vanwege een slepende blessure die mede het gevolg was van zijn onverschrokken, tomeloze speelwijze.

## Verdere loopbaan
Na zijn spelersloopbaan was Van Rosmalen vanaf 1988 tot 1990 bij VVV werkzaam en had toen het tweede elftal onder zijn hoede. Daarna was hij twintig jaar lang werkzaam als trainer bij diverse amateurclubs in de regio Noord-Limburg. Per 1 augustus 2013 ging hij aan de slag als teammanager van het eerste elftal van VVV. In juli 2015 stopte hij in die functie bij VVV waar hij voortaan als ambassadeur zich ging bezighouden met maatschappelijke projecten. Zo werd hij actief als trainer van de VVV OldStars, een voetbalproject waarin 60-plussers wandelvoetbal beoefenen. Daarnaast was 'Mister VVV' als bestuurslid technische zaken betrokken bij Ald VVV, de in 1948 opgerichte vereniging van oud-spelers van de Venlose club. In december 2021 kreeg Van Rosmalen daarvan de voorzittershamer overgedragen als opvolger van Frans Koppers. Met ingang van het seizoen 2022/23 werd hij door de club aangesteld als gastheer van de bestuurskamer die bij thuiswedstrijden de ontvangst van onder meer het bestuur van de tegenstander en afgevaardigden van de KNVB op zich neemt.

## Statistieken
| Seizoen         | Club            | Competitie      | Competitie | Competitie | Beker | Beker | Overige | Overige | Totaal | Totaal |
| Seizoen         | Club            | Competitie      | Wed.       | Dlp.       | Wed.  | Dlp.  | Wed.    | Dlp.    | Wed.   | Dlp.   |
| --------------- | --------------- | --------------- | ---------- | ---------- | ----- | ----- | ------- | ------- | ------ | ------ |
| 1975/76         | FC VVV          | Eerste divisie  | 34         | 3          | 2     | 0     | 6       | 2       | 42     | 5      |
| 1976/77         | FC VVV          | Eredivisie      | 24         | 4          | 1     | 0     | —       | —       | 25     | 4      |
| 1977/78         | FC VVV          | Eredivisie      | 31         | 0          | 1     | 0     | 6       | 2       | 38     | 2      |
| 1978/79         | FC VVV          | Eredivisie      | 33         | 0          | 1     | 0     | —       | —       | 34     | 0      |
| 1979/80         | FC VVV          | Eerste divisie  | 36         | 12         | 1     | 0     | —       | —       | 37     | 12     |
| 1980/81         | FC VVV          | Eerste divisie  | 33         | 9          | 3     | 0     | —       | —       | 36     | 9      |
| 1981/82         | FC VVV          | Eerste divisie  | 20         | 2          | 2     | 0     | 3       | 1       | 25     | 3      |
| 1982/83         | FC VVV          | Eerste divisie  | 28         | 3          | 3     | 0     | 7       | 0       | 38     | 3      |
| 1983/84         | FC VVV          | Eerste divisie  | 27         | 2          | 2     | 0     | 6       | 4       | 35     | 6      |
| 1984/85         | FC VVV          | Eerste divisie  | 22         | 5          | 2     | 1     | —       | —       | 24     | 6      |
| 1985/86         | VVV             | Eredivisie      | 34         | 4          | 1     | 0     | —       | —       | 35     | 4      |
| 1986/87         | VVV             | Eredivisie      | 25         | 5          | 3     | 0     | 0       | 0       | 28     | 5      |
| 1987/88         | VVV             | Eredivisie      | 7          | 0          | 0     | 0     | 0       | 0       | 7      | 0      |
| Carrière totaal | Carrière totaal | Carrière totaal | 354        | 49         | 22    | 1     | 28      | 9       | 404    | 59     |